# Teuscheria pickiana
Teuscheria pickiana là một loài thực vật có hoa trong họ Lan. Loài này được (Schltr.) Garay miêu tả khoa học đầu tiên năm 1959.